# Another One (canção de Kim Petras)
"Another One" é uma canção da cantora alemã Kim Petras, contida no seu álbum de estreia, Clarity (2019). Foi lançada em 19 de Junho de 2019 pela BunHead, servindo como nono e último single promocional do álbum.
A música é sobre estar totalmente investido em um relacionamento onde Kim não quer que seu parceiro esteja com outra, e sim que ele seja completamente dela.